# أليشا بو
أليشا بو (Alisha Boe) (مواليد 6 مارس 1997) ممثلة نرويجية عرفت بمشاركتها في المسلسل التلفزيوني الدارمي ثلاثة عشر سببا (2017)، 68 قتل (2017) والمسلسل الأمريكي راي دونوفان (2013).

## نشأتها
ولدت أليشا بو في أوسلو، النرويج في 6 مارس 1997، لأب صومالي وأم نرويجية من تروندهايم. انفصل والداها لاحقًا وتزوجت والدتها من رجل أمريكي؛ انتقلت بو إلى لوس أنجلوس مع والدتها وزوج أمها في سن السابعة. تابعت التمثيل بعد التخرج من الثانوية لتصبح فيما بعد أول ممثلة من أصل صومالي تلعب دورًا رئيسيًا في فيلم أمريكي منذ عارضة أزياء الصومالية إيمان.

## روابط خارجية
- أليشا بو على موقع IMDb (الإنجليزية)
- أليشا بو على موقع روتن توميتوز (الإنجليزية)
- أليشا بو على موقع ألو سيني (الفرنسية)
- أليشا بو على موقع قاعدة بيانات الفيلم (الإنجليزية)
- أليشا بو على موقع كينوبويسك (الروسية)
- أليشا بو على إنستغرام